# U&W
Pour les articles homonymes, voir W.
U&W est une chaîne de télévision britannique appartenant à BBC Studios. Elle est lancée le 7 octobre 2008 sous le nom de Watch. Le 15 février 2016, la chaîne est rebaptisée W.

## Histoire
La chaîne est lancée le 7 octobre 2008 en tant que nouvelle chaîne phare du réseau de chaînes UKTV. Sur Sky, elle reprend le créneau utilise pour UKTV Style +2, qui avait fermé le 15 septembre 2008 en préparation du lancement. La chaîne présente des programmes de divertissement général, principalement à partir des archives de programmes de la BBC, qui détient une part de 50% du réseau par l'intermédiaire de la branche commerciale de la société, BBC Worldwide. La chaîne présente des programmes phares de la BBC, des programmes de divertissement général de la société et des versions internationales de programmes britanniques actuels populaires. La chaîne présente des programmes déplacés à la suite du repositionnement d'autres chaînes UKTV, comme le transfert de tous les drames non criminels vers la chaîne après le lancement d'Alibi, et des programmes déjà diffusés sur d'autres chaînes UKTV en plus grand nombre.
La chaîne devient gratuite sur satellite le 21 mars 2022, avant une relance complète de W en tant que chaîne gratuite sur Freeview et Freesat une semaine plus tard, le 28 mars, avec une identité à l'écran révisée.

## Chaînes sœurs

### U&W +1
La chaîne exploite également un service de décalage horaire, W +1 (abréviation de l'ancien nom Watch +1), où la grille des programmes est répétée par la chaîne une heure plus tard. La chaîne ne reçoit aucune image de marque spéciale, à l'exception occasionnelle d'un graphique numérique spécial à l'écran (DOG). Elle est lancée le même jour que la principale chaîne Watch le 7 octobre 2008.

### U&W HD
Le 29 juillet 2011, UKTV annonce avoir conclu un accord avec Sky pour lancer trois autres chaînes haute définition sur sa plate-forme. Dans le cadre de l'accord de Virgin Media pour vendre sa part d'UKTV, les cinq chaînes HD d'UKTV sont également ajoutées au service de télévision par câble de Virgin d'ici 2012. Watch HD est lancé le 12 octobre 2011 sur Sky et Virgin Media, deux jours après Dave HD, tandis qu'Alibi HD est lancé en juillet 2012. Les trois chaînes sont des diffusions simultanées HD des chaînes de définition standard. Watch HD est disponible sur BT TV et Plusnet plus tard dans l'année.